# Афипсип
Афипсип (адыг. Афыпсы́п) — аул в Тахтамукайском районе Республики Адыгея России. Центр Афипсипского сельского поселения.
Расположен на берегу Шапсугского водохранилища реки Афипс. Основан в 1864 году выходцами из Шапсугии. Один из немногих населенных пунктов, где потомки шапсугов продолжают сохранять свою этническую самобытности: традиции, обычаи, музыкальную культуру и шапсугский диалект адыгейского языка, но в переписях пишут себя адыгейцами, а не шапсугами. Название аула происходит от его месторасположения и означает: устье реки Афипс.

## Население
| 2002  | 2010  | 2013  | 2014  | 2015  | 2016  | 2017  |
| ----- | ----- | ----- | ----- | ----- | ----- | ----- |
| 1999  | ↗2121 | ↗2147 | ↘2145 | ↗2160 | ↗2188 | ↗2199 |
| 2018  | 2019  | 2020  | 2021  | 2023  | 2024  |       |
| ↘2193 | ↘2184 | ↗2225 | ↘2133 | ↗2144 | ↗2150 |       |

По данным Всероссийской переписи 2021 года:
| Народ               | Численность, чел. | Доля от всего населения, % |
| ------------------- | ----------------- | -------------------------- |
| адыги (черкесы)     | 1 610             | 75,48 %                    |
| русские             | 386               | 18,09 %                    |
| другие / не указано | 137               | 6,42 %                     |
| всего               | 2 133             | 100,0 %                    |

## Транспорт
Транспортное сообщение с Краснодаром: пригородный автобус и маршрутные такси № 104. Также через аул пролегают пригородные автобусные маршруты №№ 128, 58, 130.

## Достопримечательности
- Памятник первому руководителю Адыгейской АО Шахан-Гирею Хакурате. Установлен в 1969 году, скульптор И. П. Шмагун, архитектор Е. Г. Лашук.
- Центр народной культуры.
- Лечебно-диагностический центр «Клиника — XXI век».
- Лесное урочище «Афипсип» (к югу от аула).

## Известные уроженцы
- Жанэ Киримизе Хаджемусович — адыгский советский поэт и прозаик.
- Совмен, Хазрет Меджидович — президент Республики Адыгея.
- Схаляхо, Дарихан Салиховна — народный учитель СССР.
- Ганиев Исмут Мустафович — Герой Социалистического Труда.